# Identitetstyveri
Identitetstyveri er betegnelsen for misbrug af en andens identitet, fx legitimation eller brugernavn.
Straffeloven § 264 e fastsætter straffen for identitetsmisbrug til "bøde eller fængsel indtil 6 måneder".

## Reference
1. ↑  straffeloven på retsinformation.dk

| Jura | Spire Denne juraartikel er en spire som bør udbygges. Du er velkommen til at hjælpe Wikipedia ved at udvide den. |